# Срби на Новом Зеланду
Срби на Новом Зеланду су грађани Новог Зеланда српског порекла или људи рођени у Србији који живе и раде на Новом Зеланду.

## Историја
Срби су се, углавном појединачно, почели досељавати на Нови Зеланд током друге половине 19. века. Већина досељеника из југословенских држава била је пореклом из централне Далмације. Према попису становништва из 1911. године, регистровано је 2.131 лице. То су углавном далматински католици који су се настанили у северном Окланду где су предели слични њиховом завичају, а радили су на фармама. Међу првим Србима који су дошли на тло Новог Зеланда је Никола Вицковић, из Црне Горе, који је дошао 1857. године а примио је држављанство 30 година касније.
Међутим, у већем броју су дошли у ову земљу тек после Другог светског рата – од 1948. до 1952. године. Као расељена лица или политички емигранти. Срби су се у почетку окупљали око руске цркве у Велингтону. Њихов прота, отац Алексеј Годјајев био је Белорус који је живео у Југославији између два рата. Тек 1968. године основана је црквено-школска општина Свети Сава у Велингтону. И после формирања ове општине верници су се окупљали око руске цркве. Намеравали су да саграде цркву, међутим, неки активнији чланови су поумирали, а млађи су почели да се селе за Аустралију из економских разлога, тако да због малог броја нису изградили цркву, па је 1981. године укинута црквено-школска општина.
Ипак, највише Срба се доселило непосредно после избијања кризе и грађанског рата на простору бивше Југославије. Већином, то су били високо квалификовани и стручни радници, са солидним радним искуством, а често и са међународним референцама.
Данас постоје две српске православне цркве на Новом Зеланду- у Велингтону и Окланду.

## Познате личности
- Ненад Вучинић, новозеландски кошаркаш и кошаркашки тренер
- Марина Ераковић, новозеландска тенисерка[5]
- Џејмс Стошић, новозеландски рагбиста
- Марко Стаменић, новозеландски фудбалер